# Sint-Josephkerk (Breda)
De Sint-Josephkerk, Onze-Lieve-Vrouwekerk of Waterstraatse kerk is een voormalig kerkgebouw in Breda in de Nederlandse provincie Noord-Brabant. Tegenwoordig staat het gebouw bekend als De Avenue. Het pand staat aan de Waterstraat 5.
De kerk was gewijd aan Jozef van Nazareth. In de kerk bevond zich een kopie van het genadebeeld van Onze-Lieve-Vrouw van Scherpenheuvel die vanaf het einde van de 17e eeuw tot in de 19e eeuw intensief in de kerk vereerd werd.

## Geschiedenis
In 1685 werd een voormalige ververij aan de Waterstraat aangekocht met als doel om er een katholieke schuilkerk in te maken. In 1688 nam men de kerk in gebruik.
In 1715 werd het pand afgebroken omdat het door het niet kunnen onderhouden in te slechte staat verkeerde. Het werd nadien weer opgebouwd en in 1716 opnieuw in gebruik genomen.
In 1837 verbouwde men de schuilkerk en bouwde men voor de bestaande gevel een neoclassicistische gevel naar het ontwerp van A.J.F. Cuypers.
In 1890 sloot men de Sint-Josephkerk toen de Onze-Lieve-Vrouw-Hemelvaartkerk aan de Ginnekenstraat gereed was.
In de 21e eeuw is het gebouw in gebruik als evenementenlocatie De Avenue.

## Opbouw
Het gebouw is opgetrokken in neoclassicistischee stijl op een rechthoekig plattegrond en heeft geen kerktoren. De voorgevel is een ingezwenkte halsgevel met fronton en heeft een breedte van drie traveeën. De pilastergevel is verder voorzien van hoekpilasters en rondboogvensters en heeft in de halsgevel een nis met daar een beeld van Sint-Jozef. Van binnen is de kerk een driebeukige zaalkerk van vier traveeën gedekt door een zadeldak.